# Incsel
Incsel (románul Ciuleni) falu Romániában Kolozs megyében, Kalotabökény és Meregyó között, Bánffyhunyadtól délre. 1839-ben még Intsel, 1863-ban már Csula, majd 1920-ban Ciula a neve.

## Története
A település határai között megélő és nem transzhumáló pásztorkodásról tanúskodnak a vlach pásztorokat említő források, akik nem terményadót fizetnek, hanem minden ötven juh után, un. juhötvenedet, mint az szokás volt a balkánon is. 1461-ben Illés vajda oláh jobbágyai fizetnek ötvenedet a faluban.
"Incseli birtokos nemes úrfi, tek. Rácz Boldizsár haláláról már Miháltz Elek értesít, a következőképpen: „Zilaj felé vágtában hazafelé jövén, Nagyalmáson lova alá esvén, mejjét, oldalát összetörvén, megholt. Kár vala érte, szép deli ifjú úr volt.”"
(Jékely Zoltán: Kalotaszegi elégia)
Jelenleg ortodox temploma 1707-ben épült.

## Lakossága
1850-ben 339 fős lakosságából még 13 fő magyar és református, ám a második világháború után már csak, többségében ortodox románok lakják.
A falu a trianoni békeszerződésig Kolozs vármegye Bánffyhunyadi járásához tartozott.

## Nevezetesség
- 18. századi ortodox fatemplom[2]